# Список міністрів аграрної політики України
Список персон, які керували Секретаріатом земельних справ Української Народної Республіки, Міністерством землеробства Української Держави, Міністерством землеробства Директорії Української Народної Республіки, Державним секретаріятом земельних справ ЗУНР, Міністерством сільського господарства України / УРСР, Міністерством сільського господарства і продовольства України, Міністерством агропромислової політики України, Міністерством аграрної політики України та Міністерством аграрної політики та продовольства України з 1991 року.

## Секретарі земельних справ Української Народної Республіки (1917 – 1918)
| № | Час повноважень                    | Портрет | Ім'я                                     |
| 1 | з червня 1917                      |         | Мартос Борис Миколайович                 |
| 2 | 3 вересня 1917 — 20 листопада 1917 |         | Савченко-Більський Михайло Олександрович |
| 3 | 21 грудня 1917 — 16 січня 1918     |         | Зарудний Олександр Сергійович            |
| 4 | січень 1918                        |         | Терниченко Аристарх Григорович           |
| 5 | березень — квітень 1918            |         | Ковалевський Микола Миколайович          |

## Міністри землеробства Української Держави (1918)
| № | Час повноважень        | Портрет | Ім'я                            |
| 1 | травень — жовтень 1918 |         | Колокольцов Василь Григорович   |
| 2 | з 14 листопада 1918    |         | Гербель Сергій Миколайович      |
| 3 | з 24 листопада 1918    |         | Леонтович Володимир Миколайович |

## Міністри землеробстваДиректорії Української Народної Республіки (1918 – 1922)
| № | Час повноважень                   | Портрет | Ім'я                                 |
| 1 | 26 грудня 1918 — 11 лютого 1919   |         | Шаповал Микита Юхимович              |
| 2 | лютий — квітень 1919              |         | Архипенко Євген Порфирович           |
| 3 | 1919                              |         | Ковалевський Микола Миколайович      |
| 4 | 1920                              |         | Стемповський Станіслав Губертович    |
| 5 | травень — червень 1920            |         | Мазепа Ісаак Прохорович              |
| 6 | в. о.; кінець 1920                |         | Іваницький Борис Георгійович         |
| 7 | з кінця 1920                      |         | Ковалевський Олександр Олександрович |
| 8 | з 19 квітня 1922 та до ліквідації |         | Сірополко Степан Онисимович          |

## Державні секретарі земельних справ Західньоукраїнської Народної Республіки (1918 – 1919)
| № | Час повноважень                 | Портрет | Ім'я                       |
| 1 | 9 листопада 1918 — грудень 1918 |         | Баран Степан Іванович      |
| 2 | грудень 1918 — 1919             |         | Мартинець Михайло Петрович |

## Міністри землеробства УРСР (1917 – 1940)
| №  | Час повноважень                 | Портрет | Ім'я                            |
| 1  | 1917 — 1918                     |         | Терлецький Євген Петрович       |
| 2  | 1918 — 1918                     |         | Шахрай Василь Матвійович        |
| 3  | 1919 — 1919                     |         | Мещеряков Володимир Миколайович |
| 4  | 1920 — 1921                     |         | Мануїльський Дмитро Захарович   |
| 5  | 1921 — 1922                     |         | Владимиров Мирон Костянтинович  |
| 6  | 1922 — 11 лютого 1925           |         | Клименко Іван Євдокимович       |
| 7  | 11 лютого 1925 — грудень 1926   |         | Дудник Яким Минович             |
| 8  | 1927 — 25 грудня 1929           |         | Шліхтер Олександр Григорович    |
| 9  | 25 грудня 1929 — 9 лютого 1932  |         | Демченко Микола Нестерович      |
| 10 | 9 лютого 1932 — 16 жовтня 1932  |         | Триліський Олекса Лукич         |
| 11 | 16 жовтня 1932 — 23 січня 1934  |         | Одинцов Олександр Васильович    |
| 12 | 23 січня 1934 — 26 травня 1934  |         | Скалига Никифор Пилипович       |
| 13 | 2 червня 1934 — 26 березня 1937 |         | Паперний Лев Лазарович          |
| 14 | березень 1937 — липень 1937     |         | Мойсеєнко Костянтин Васильович  |
| 15 | липень 1937 — листопад 1937     |         | Сідерський Зіновій Осипович     |
| 16 | квітень 1938 — 3 січня 1940     |         | Мурза Іван Пилипович            |

## Міністри сільського господарства УРСР (1940 – 1991)
| №  | Час повноважень                  | Портрет | Ім'я                             |
| 1  | 3 січня 1940 — 31 січня 1949     |         | Бутенко Григорій Прокопович      |
| 2  | 31 січня 1949 — 15 квітня 1950   |         | Мацкевич Володимир Володимирович |
| 3  | 15 квітня 1950 — 21 травня 1952  |         | Кальченко Никифор Тимофійович    |
| 4  | 21 травня 1952 — 10 квітня 1953  |         | Співак Марк Сидорович            |
| 5  | 10 квітня 1953 — 18 грудня 1953  |         | Кальченко Никифор Тимофійович    |
| 6  | 18 грудня 1953 — 16 березня 1965 |         | Співак Марк Сидорович            |
| 7  | 16 березня 1965 — 2 лютого 1971  |         | Дорошенко Петро Омелянович       |
| 8  | 2 лютого 1971 — 13 лютого 1976   |         | Погребняк Петро Леонтійович      |
| 9  | 13 лютого 1976 — 2 січня 1985    |         | Хорунжий Михайло Васильович      |
| 10 | 2 січня 1985 — листопад 1985     |         | Ткаченко Олександр Миколайович   |
| 11 | листопад 1985 — жовтень 1989     |         | Коломієць Юрій Панасович         |
| 12 | липень 1990 — серпень 1991       |         | Сидоренко Микола Якович          |
| 13 | 21 травня 1991 — 24 серпня 1991  |         | Ткаченко Олександр Миколайович   |

## Міністри сільського господарства України (1991 – 1992)
| № | Час повноважень                 | Портрет | Ім'я                           |
| 1 | 24 серпня 1991 — 29 лютого 1992 |         | Ткаченко Олександр Миколайович |
| 2 | 29 лютого 1992 — 8 грудня 1992  |         | Ткачук Василь Михайлович       |

## Міністри сільського господарства і продовольства України (1992 – 1998)
| № | Час повноважень                | Портрет | Ім'я                      |
| 1 | грудень 1992 — 3 серпня 1995   |         | Карасик Юрій Михайлович   |
| 2 | 3 серпня 1995 — 11 червня 1996 |         | Гайдуцький Павло Іванович |
| 3 | 12 липня 1996 — 14 лютого 1997 |         | Хорішко Анатолій Ілліч    |
| 4 | 7 квітня 1997 — 25 липня 1997  |         | Зубець Михайло Васильович |
| 5 | 25 липня 1997 — 23 квітня 1998 |         | Карасик Юрій Михайлович   |

## Міністри агропромислової політики України (1998 – 2000)
| № | Час повноважень                | Портрет | Ім'я                        |
| 1 | 23 квітня 1998 — 15 липня 1999 |         | Супіханов Борис Карабайович |
| 2 | 19 липня 1999 — 10 січня 2000  |         | Гладій Михайло Васильович   |

## Міністри аграрної політики України (2000 – 2010)
| № | Час повноважень                 | Портрет                | Ім'я                            |
| 1 | 10 січня 2000 — 19 квітня 2002  | Іван Кириленко         | Кириленко Іван Григорович       |
| 2 | 19 квітня 2002 — 11 січня 2004  | Сергій Рижук           | Рижук Сергій Миколайович        |
| 3 | 11 січня 2004 — 17 грудня 2004  | Віктор Слаута          | Слаута Віктор Андрійович        |
| 4 | 4 лютого 2005 — 4 серпня 2006   | Олександр Баранівський | Баранівський Олександр Петрович |
| 5 | 4 серпня 2006 — 11 березня 2010 |                        | Мельник Юрій Федорович          |
| 6 | 11 березня 2010 — 9 грудня 2010 | Микола Присяжнюк       | Присяжнюк Микола Володимирович  |

## Міністри аграрної політики та продовольства України (2010 – 2019)
| № | Час повноважень                    | Портрет          | Ім'я                            |
| 1 | 9 грудня 2010 — 27 лютого 2014     | Микола Присяжнюк | Присяжнюк Микола Володимирович  |
| 2 | 27 лютого 2014 — 2 грудня 2014     | Ігор Швайка      | Швайка Ігор Олександрович       |
| 3 | 2 грудня 2014 — 14 квітня 2016     |                  | Павленко Олексій Михайлович     |
| 4 | 14 квітня 2016 — 22 листопада 2018 | Тарас Кутовий    | Кутовий Тарас Вікторович        |
| 5 | 6 грудня 2018 — 6 лютого 2019      | Максим Мартинюк  | в.о. Мартинюк Максим Петрович   |
| 6 | 6 лютого 2019 — 29 серпня 2019     | Ольга Трофімцева | в.о. Трофімцева Ольга Василівна |

## Міністри розвитку економіки, торгівлі і сільського господарства України (2019 – 2021)
| № | Час повноважень                   | Портрет           | Ім'я                         |
| 1 | 29 серпня 2019 — 4 березня 2020   | Тимофій Милованов | Милованов Тимофій Сергійович |
| 2 | 10 березня 2020 — 17 березня 2020 | Павло Кухта       | в.о. Кухта Павло Андрійович  |
| 3 | 17 березня 2020 — 18 травня 2021  | Ігор Петрашко     | Петрашко Ігор Ростиславович  |

## Міністри аграрної політики та продовольства України (з 2020)
| № | Час повноважень                  | Портрет          | Ім'я                             |
| 1 | 17 грудня 2020 — 24 березня 2022 | Роман Лещенко    | Лещенко Роман Миколайович        |
| 2 | 24 березня 2022 - 14 травня 2024 | Микола Сольський | Сольський Микола Тарасович       |
| 3 | 15 травня 2024 - 4 вересня 2024  | Тарас Висоцький  | в.о. Висоцький Тарас Миколайович |
| 4 | з 5 вересня 2024                 | Віталій Коваль   | Коваль Віталій Станіславович     |

## Джерело
- Міністерство аграрної політики та продовольства України